# 479 a.C.
Il 479 a.C. (CDLXXIX a.C. in numeri romani) è un anno  del V secolo a.C.

## Eventi
- Battaglia di Micale - I Greci comandati da Leotichida, re di Sparta, attaccano la flotta persiana, annientando poi anche l'esercito persiano;
- Battaglia di Platea - I Greci comandati dal generale Pausania, sconfiggono Mardonio, comandante dell'esercito di invasione persiano.
- Roma: 
  - consoli Cesone Fabio Vibulano (al terzo consolato) e Tito Verginio Tricosto Rutilo.

## Morti
- 11 aprile - Confucio, filosofo cinese (n. 551 a.C.)
- Amonfareto, militare spartano
- Aristodemo di Sparta, militare spartano
- Cleombroto, militare spartano
- Mardonio, generale persiano
- Masistio, generale persiano